# Петранка Костадинова
Петранка Костадинова (Сомбор, 1948 — Скопље, 3. фебруар 2002) била је македонска певачица народне музике.

## Биографија
Рођена је у Сомбору, у Србији, као дете избеглица из Егејске Македоније. Током њеног детињства породица се први пут преселила у Демир Капију, а затим у Неготино. Песма ће је довести у Скопље, где је основала породицу и има два сина.
На почетку је сарађивала са познатим музичарима попут Наска Џорлева и певала дует са Гроздом Стоевом. У каријери је певала многе македонске народне песме које су остале упамћене у народу: Не кажувај либе добра ноќ, Во Струмица на улица, Ја излези стара мајко, Едно малој моме, Трај душо трај, Сардисале лешочкиот манастир и многе друге.
Дана 3. фебруара 2002. године у вечерњим сатима у центру Скопља, погинула је у саобраћајној несрећи када је прелазила пешачки прелаз ударио је аутомобил. Пре несреће, била је на македонској телевизији, снимала је песму пошто је требало да наступи на предстојећем фестивалу "Гоце Фест".

## Дискографија

### Албуми
- Грозда Стоева - Петранка Костадинова 1976.
- Народне Песме Македоније 1979.
- Убаво Македонче 1984.
- извор